# Francisco Gutiérrez de los Ríos

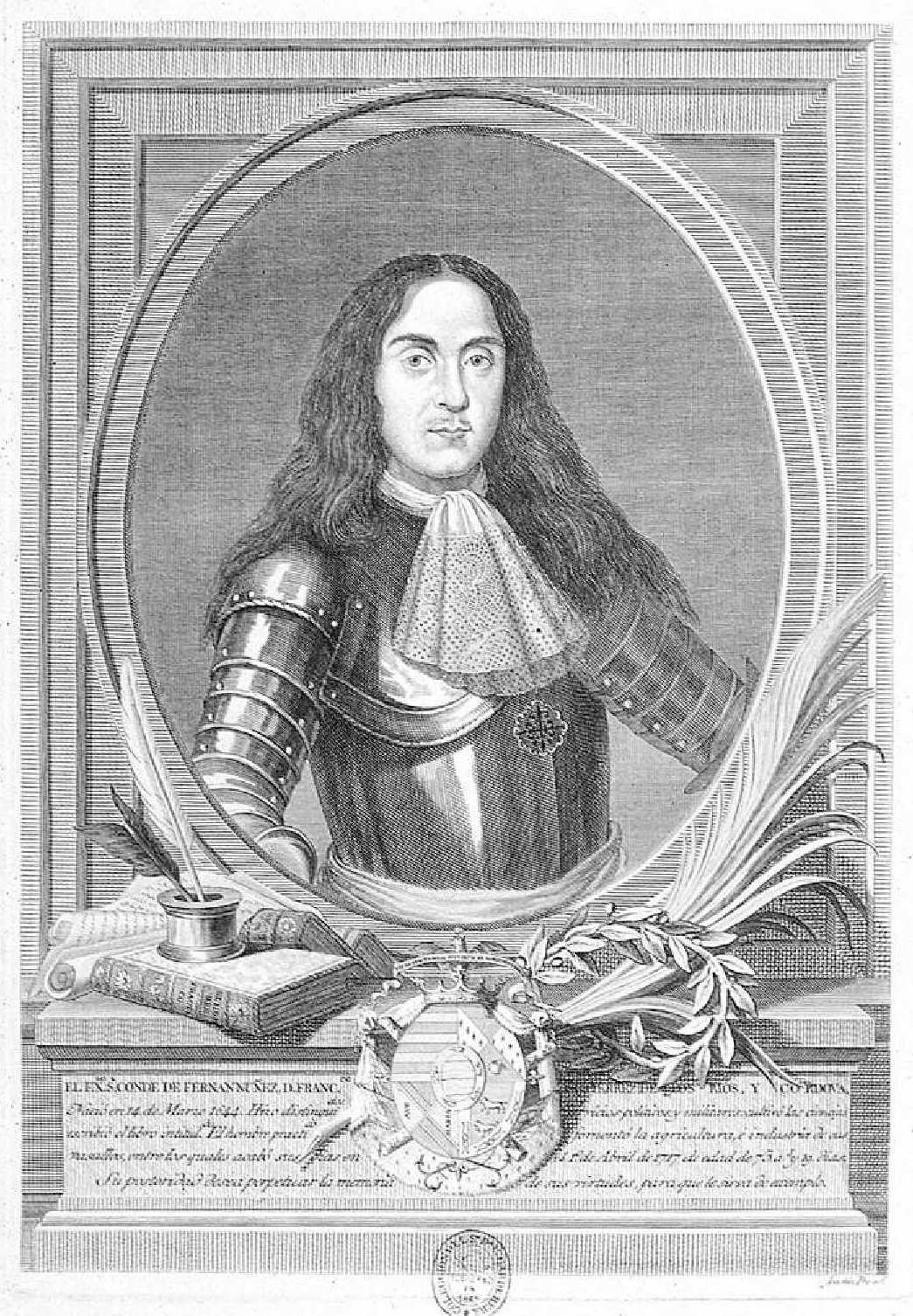
Francisco Gutiérrez de los Ríos, Graf von Fernán Núñez

Francisco Gutiérrez de los Ríos, Graf (spanisch: conde) von Fernán-Núñez (* 5. März 1644 in Fernán Nuñez; † 21. April 1721 ebenda), war ein spanischer Diplomat, Militär und Philosoph. Er gilt als Frühaufklärer, die in Spanien als Novatores bezeichnet werden.

## Leben
Als Knabe wurde Francisco Gutiérrez am Madrider Hof Page der spanischen Regentin Maria Anna von Österreich. 1660 begleitete er die Infantin Maria Teresa von Spanien zu deren Vermählung mit Ludwig XIV. nach Paris. Er blieb mehrere Jahre in Frankreich an der Seite der jungen Königin. Darauf trat er in die spanische Marine ein, wo er 1667/1668 im Devolutionskrieg gegen Frankreich als Bootskommandant Truppen in die Spanischen Niederlande transportierte.
1670 entsandte ihn Karl II. nach Wien und Warschau, um seine Glückwünsche zur Hochzeit des polnischen Königs Michael I. mit Eleonore von Österreich zu überbringen. Von dort aus schickte man ihn nach Schweden, wo Francisco Gutiérrez bis 1675 als spanischer Botschafter wirkte. 1676 heiratete er die aus einflussreicher Adelsfamilie stammende Catalina Zapata de Mendoza Silva y Guzmán. Mit ihr hatte er zwei Söhne und eine Tochter.
Nach seiner diplomatischen Karriere setzte er seine militärische Laufbahn fort. 1685 wurde er zum Generalgouverneur der andalusischen Küsten ernannt. Bei Ausbruch des Spanischen Erbfolgekriegs ergriff er Partei für den Thronprätendenten Philipp V. Wegen seiner aktiven Unterstützung der Partei der Bourbonen nannten ihn die Anhänger des habsburgischen Prätendenten bald „Gran Boutifler de España“ (in Ableitung von „beauté fleur“, der bourbonischen Wappenlilie). Im Juli/August 1702 wurde Cádiz von einem britisch-niederländischen Verband angegriffen. Gutiérrez de los Rios eilte der Stadt mit Soldaten und Schiffen zu Hilfe, was wesentlich zum Sieg über die Angreifer beitrug. Im darauffolgenden Jahr nahm er am gescheiterten Versuch der Rückeroberung von Gibraltar teil. 1705 gelang es ihm erneut, einen britischen Landeversuch in Cádiz abzuwehren.
In seinem Städtchen, Fernán Nuñez, tat er sich als Reformer hervor. So entwickelte er die Infrastruktur, indem er Häuser, Getreidemühlen, Öfen und Handwerksgebäude bauen ließ. Gleichzeitig wurden unter seiner Herrschaft Bewässerungssysteme für die Landwirtschaft erstellt und ein Markt eingerichtet. Der Graf ernannte auch einen Beamten (Fiel Ejecutor), der dafür zu sorgen hatte, dass die Versorgung der Bevölkerung sichergestellt war und die Preise der Nahrungsmittel für alle Bevölkerungsschichten erschwinglich blieben. Diese Maßnahmen führten dazu, dass sich die Bevölkerungszahl von Fernán Nuñez während seiner Grafschaft von unter 400 auf über 1500 mehr als verdreifachte, wobei sich gleichzeitig die Lebensverhältnisse verbesserten. Francisco Gutiérrez de los Ríos ließ ferner den Palast und die Kirche ausbauen und erneuern. Er ordnete auch den Bau einen Hospizes an, in welchem Kranke, Alte und Weise aufgenommen wurden.
Gutiérrez de los Ríos war ein fleissiger Briefeschreiber und hatte Korrespondenten in ganz Europa, mit denen er sich über wissenschaftliche, philosophische und politische Themen austauschte. 6000 Briefkopien, die er allein zwischen 1679 und 1685 verfasste, sind heute noch erhalten. Auch als Förderer der Künste tat er sich hervor.

## Hauptwerk
1686 publizierte Francisco Gutiérrez de los Ríos in Brüssel (und nicht in Sevilla, wie auf dem Titelblatt vermerkt) sein wichtigstes Werk, El hombre práctico o Discursos sobre su conocimiento y enseñanza . Das Buch ist formell an seinen Sohn Pedro gerichtet und enthält 71 kurze Aufsätze („discursos“) mit Überlegungen, Ratschlägen und Erfahrungsberichten zu diversen Lebensbereichen. Es ist von einem rationalen, pragmatischen Geist geprägt und gilt deshalb auch als frühaufklärerisches Werk. Gutiérrez de los Ríos warnt u. a. vor Aberglauben, Astrologie, Magie und Quacksalbern und rät, grundsätzlich der etablierten Wissenschaft und Medizin zu vertrauen, wenngleich diese und ihre Vertreter auch fehlerbehaftet seien. Gleichzeitig fordert er dazu auf, sich an den katholischen Glauben zu halten. Weiter empfiehlt er, sich vielerlei Kenntnisse anzueignen, z. B. der Geschichte und Naturwissenschaften, und mehrere Sprachen zu lernen. 1764 wurde das Werk von einem Nachkommen in Madrid erneut publiziert.